# Колушкінський район
Колушкінський район Ростовської області — адміністративно-територіальна одиниця, що існувала у РРФСР у 1934—1956 роках. Територіально охоплював приблизно східну частину сучасного Тарасовського району.

## Історія
У 1934—1937 роках район входив в Північно-Донського округу у складі Азово-Чорноморського краю.
13 вересня 1937 року Колушкінський район (з центром у слободі Колушкіно) увійшов до складу Ростовської області. 
Указом Президії Верховної Ради СРСР від 6 січня 1954 року з Ростовської області була виділена Кам'янська область (з центром у місті Кам'янськ-Шахтинський). Територія Колушкінського району увійшла до складу Кам'янської області. 
У 1956 році Колушкінський район було скасований. Його територія увійшла до Тарасівського району Ростовської області.